# Nolina nelsonii
Espèce
Nolina nelsonii est une espèce végétale de la famille des Asparagaceae. Elle est originaire du Mexique. 